# Hybrid Synergy Drive

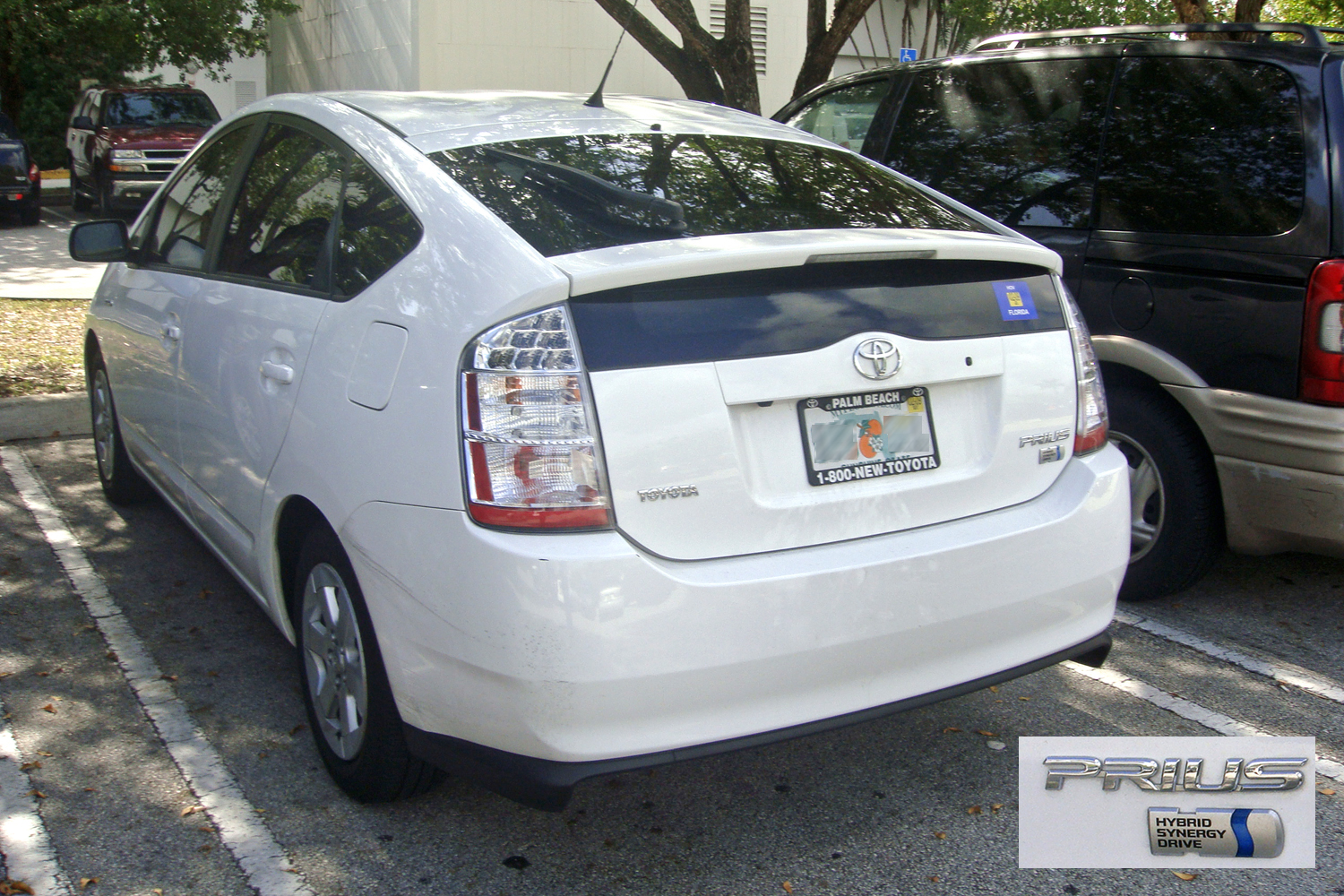
El Toyota Prius utiliza la tecnología Hybrid Synergy Drive.

Hybrid Synergy Drive, (HSD) es la denominación del conjunto de tecnologías para vehículos híbridos en serie-paralelo desarrolladas por Toyota y utilizado en automóviles de las marcas Toyota -Toyota Prius, Toyota Auris HSD, Highlander Hybrid, Camry Hybrid-, Lexus -Lexus RX 400h, Lexus GS 450h y Lexus LS 600h/LS 600hL-
. 
y en automóviles de otras marcas como el Nissan Altima Hybrid que utilizan transejes proporcionados por Aisin Corporation (Aisin Corporation (株式会社アイシン Kabushiki gaisha Aishin?), subsidiaria de Toyota dedicada a la comercialización de sistemas de propulsión híbrida bajo su patente. 

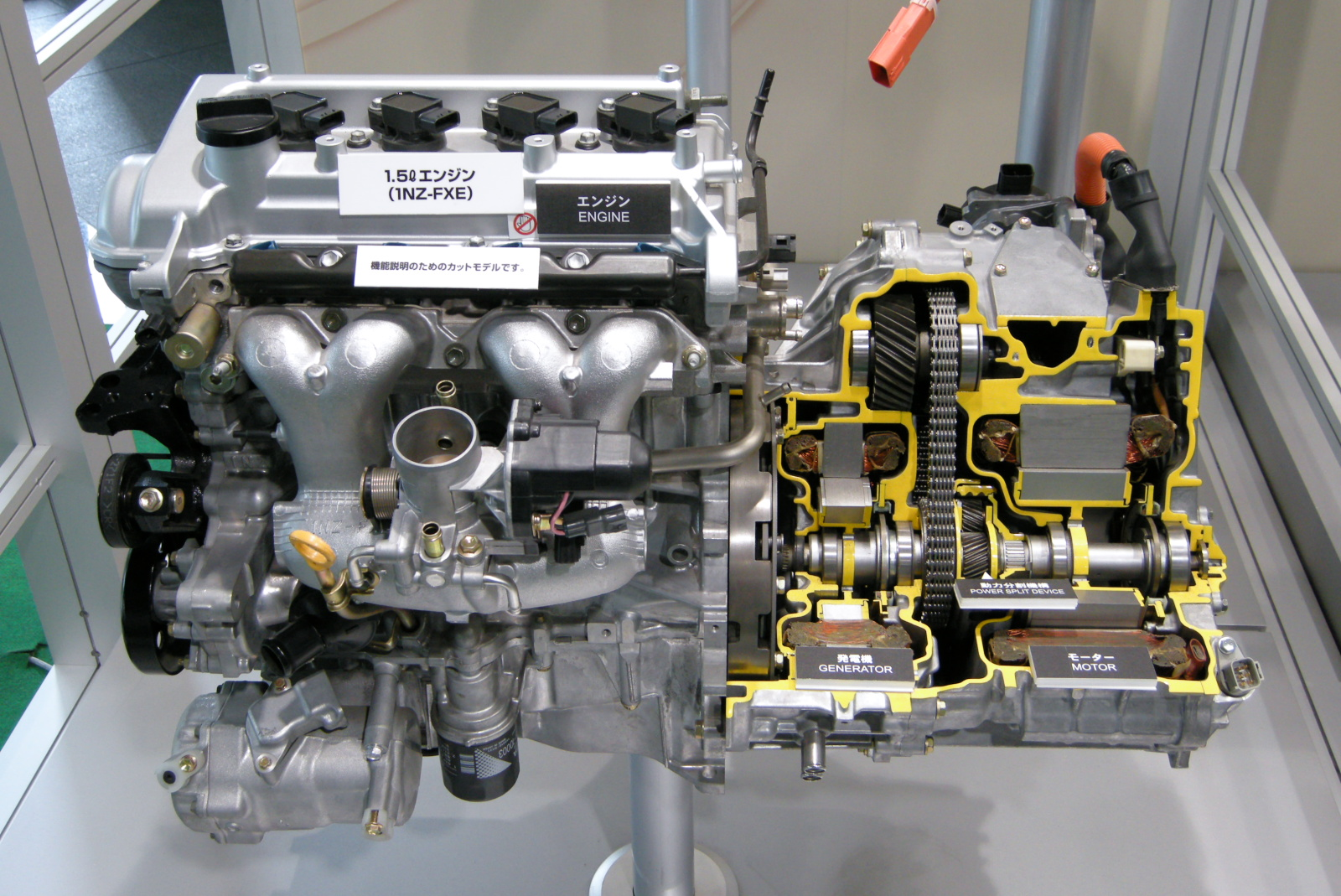
Grupo propulsor Toyota 1NZ-FXE -ICE- con un transje HSD de primera generación seccionado para apreciar sus compenentes: MG1 (Generador), MG2 (Motor), PSD y cadena de salida hacia el grupo.

A diferencia de otros procedimientos de hibridación, el Hybrid Synergy Drive es un sistema en serie-paralelo, caracterizado por utilizar un tren epicicloidal denominado "Power Split Device" -PSD-para distribuir el par producido por un motor térmico -internal combustion engine o "ICE"- de ciclo Atkinson y un motor/generador trifásico -MG2- de corriente alterna integrados en un transeje junto con un segundo motor/generador -MG1- que hace las veces de alternador y motor de arranque, prescindiendo además de embrague, convertidor de par o caja de cambios propiamente dicha. 
Un sistema casi idéntico en serie-paralelo basado en un tren epicicloidal y dos motores generadores puede encontrarse en los transejes híbridos de Ford desde 2005  y con algunas diferencias en el sistema introducido por grupo Chrysler en el Chrysler Pacifica Si-EVT Hybrid desde 2017 .
De este modo se logra la que es su principal característica; la reducción de piezas móviles que redunda en una gran fiabilidad frente a sistemas que mantienen cajas de cambios convencionales, aunque también implica algunas limitaciones, como imposibilidad de utilizar el motor térmico en marcha atrás, una limitada capacidad de freno motor cuando la batería está completamente cargada, o incluso la falta de calefacción cuando se circulaba en modo eléctrico en las primeras versiones.
Pese a su denominación comercial e-CTV -transmisión variable continua eléctrica- La tecnología Synergy Drive no tiene nada que ver con los sistemas basados en la varíación entre los diámetros de roldanas cónicas conectadas mediante poleas o cadenas. En su lugar el sistema híbrido se basa en la interconexión del motor térmico y los dos motores/generadores eléctricos mediante el "Dispositivo distribuidor de Par". 
Gracias a este sencillo dispositivo similar a un mecanismo diferencial, se utiliza el par mecánico requerido a MG1 para recargar la batería de alta tensión para regular su régimen de giro y a través de este variar continuamente la relación entre los regímenes de giro de la transmisión y el motor térmico. El giro del MG1 conectado al "sol" o engranaje central del sistema epicicloidal es por tanto la clave del sistema, pudiendo detenerse o girar en ambos sentidos hasta 10.000 rmp tanto en modo generador como motor o hasta 6.500 rpm en vacío, haciendo variar continuamente la velocidad relativa del motor térmico respecto de las ruedas en cada fase de funcionamiento, permitiéndole incluso detenerse marcha o que la corona gire en sentido contrario al motor térmico en marcha atrás.
En el interior de un transeje híbrido Hybrid Synergy Drive por tanto se encuentran el tren de engranajes planetarios (PSD), los dos motores/generadores conenctados al sol (MG1) y la corona (MG2), el eje de transmisión del cigüeñal del ICE conectado al portasatélites y dependiendo de la generación del sistema, el grupo reductor y el diferencial:
- Power Split Device: Tren planetario a cuyo portasatélites está conectado el motor térmico ICE, el MG1 al "sol" y el MG2 a la corona.
- MG1: Encargado de cargar la batería en marcha, de arrancar el motor térmico a vehículo parado y de regular su régimen de giro.
- MG2: Encargado de mover el vehículo y de la frenada regenerativa.

## Funcionamiento

Esquema del Power Split Device en un Toyota Prius de primera y segunda generación. El tren epicicloidal reparte el par entre el MG2 conectado a la corona y el motor térmico ICE conectado al portasatélites mediante el giro del MG1 conectado al engranaje central "sol"

La tecnología Synergy Drive es un sistema de control electrónico fly by wire -sin conexiones mecánicas entre el motor y los controles del motor-, tanto el acelerador como la palanca de cambio, ya que en un vehículo HSD el control computarizado solo recibe señales eléctricas.
Gracias al dispositivo distribuidor de par -Power Split Device-  integrado en el transeje que hace las veces de caja de cambios, las ruedas motrices reciben el par de empuje proporcionado por la corona del tren planetario, conectada directamente al Motor/Generador número 2 -"MG2"-.
- A vehículo parado la corona conectada directamente a la transmisión no se mueve, por lo que el giro del Motor Generador número 1 -"MG1"-, necesariamente arrastrará los satélites que girarán libremente en torno al interior de la corona, moviendo el portasatélites conectado sólidamente al cigüeñal del motor ICE que por tanto arrancará para alcanzar su temperatura de servicio.

- Con el vehículo en marcha con la palanca en posición D, el Motor generador número 2 empujará la corona haciendo moverse al vehículo. La centralita permitirá entonces el giro del motor generador 1 en vacío, de modo que el "sol" al no ofrecer resistencia girará en sentido contrario a la corona y los satélites girarán sobre sí mismos pero sin transmitir movimiento rotatorio al motor térmico -ICE- que permanecerá parado. La velocidad máxima limitada a la que puede girar MG1 son 6.500 r.p. m., correspondientes con mantener el portasatélites estático con la corona girando y el vehículo circulando en modo eléctrico hasta unos 40 km/h en las primeras generaciones de Prius. (A partir de la tercera generación se instaló un segundo tren epicicloidad con una relación 2.6/1 que permite circular en modo eléctrico a velocidad de crucero)

- A partir de esa velocidad en modelos de las primeras generaciones, o si la afluencia de par necesario supera la capacidad del MG2, el MG1 se parará, haciendo que la corona arrastre los satélites que girarán en torno al sol ahora estático arrancando el motor térmico que una vez en marcha empujará el portasatélites aportando par a la corona conectada con las ruedas. El régimen de giro del motor térmico se mantiene en un régimen óptimo controlando la velocidad de MG1 conectado al sol.

- Con el vehículo en marcha normal cuando el motor térmico está girando, la centralita controla la demanda de carga de MG1 de modo que los satélites empujan tanto a la corona como al sol, induciendo giro en el MG1 que recarga la batería al tiempo que controla la velocidad de ICE.

- Para retroceder el cerebro del sistema invertirá las fases del MG2 al tiempo que permitirá a MG1 girar libre para mantener detenido el motor térmico. En caso de necesidad de par superior al aportado por la batería el MG1 arrancará el motor térmico que girará en su único sentido de giro posible -contrario a MG2 en este caso- y por tanto no aportará par mecánicamente a la corona pero permitirá utilizar el MG1 para aportar energía eléctrica al MG2.

- Cuando se necesita capacidad de retención del motor, la centralita inducirá un campo magnético en MG2 que actuará como freno motor -frenada regenerativa-. Si la batería esta próxima a su capacidad máxima (funciona siempre entre el 20% y el 80% de su capacidad) la función desaparece para proteger la batería.

En este caso se utiliza la capacidad de reducción del motor térmico; pasando la palanca a la posición "B" el MG1 gira arrastrando los satélites y haciendo girar en vacío al motor térmico sin pulso de inyección. A partir de la tercera generación de transejes, la inclusión de un segundo tren planetario permitió reducir el régimen de giro de MG1 en posición B.